# Болобан, Андрей Александрович
Андрей Александрович Болобан (укр. Андрій Олександрович Болобан; род. 15 декабря 1992) — украинский самбист и дзюдоист, чемпион Украины по дзюдо среди кадетов, призёр первенств Украины по дзюдо среди юниоров и молодёжи, обладатель Кубка Европы по самбо, бронзовый призёр чемпионатов Европы и мира по самбо, мастер спорта Украины международного класса по самбо. По дзюдо выступал в тяжёлой весовой категории (до 100 кг). Выпускник Черкасского национального университета имени Хмельницкого. Работает тренером в клубе «Plazma Gym» в городе Черкассы.

## Выступления на чемпионатах Украины
- Чемпионат Украины по дзюдо 2013 года — ;
- Чемпионат Украины по дзюдо 2015 года — ;
- Чемпионат Украины по дзюдо 2016 года — ;
- Чемпионат Украины по дзюдо 2017 года — ;